# Ельмгульт (комуна)
Комуна Ельмгульт (швед. Älmhults kommun) — адміністративно-територіальна одиниця місцевого самоврядування, що розташована в лені Крунуберг у центральній Швеції.
Ельмгульт 119-а за величиною території комуна Швеції. Адміністративний центр комуни — місто Ельмгульт.

## Населення
Населення становить 15 710 чоловік (станом на вересень 2012 року).
| Кількість населення комуни Ельмгульт за 1970-2010 роки | Кількість населення комуни Ельмгульт за 1970-2010 роки | Кількість населення комуни Ельмгульт за 1970-2010 роки | Кількість населення комуни Ельмгульт за 1970-2010 роки | Кількість населення комуни Ельмгульт за 1970-2010 роки |
| ------------------------------------------------------ | ------------------------------------------------------ | ------------------------------------------------------ | ------------------------------------------------------ | ------------------------------------------------------ |
| Рік                                                    |                                                        |                                                        | Населення                                              |                                                        |
| 1970                                                   | 1970                                                   |                                                        | 15 283                                                 | 15 283                                                 |
| 1975                                                   | 1975                                                   |                                                        | 15 250                                                 | 15 250                                                 |
| 1980                                                   | 1980                                                   |                                                        | 15 562                                                 | 15 562                                                 |
| 1985                                                   | 1985                                                   |                                                        | 15 720                                                 | 15 720                                                 |
| 1990                                                   | 1990                                                   |                                                        | 15 945                                                 | 15 945                                                 |
| 1995                                                   | 1995                                                   |                                                        | 15 971                                                 | 15 971                                                 |
| 2000                                                   | 2000                                                   |                                                        | 15 403                                                 | 15 403                                                 |
| 2005                                                   | 2005                                                   |                                                        | 15 346                                                 | 15 346                                                 |
| 2010                                                   | 2010                                                   |                                                        | 15 603                                                 | 15 603                                                 |
| Джерело: SCB                                           |                                                        |                                                        |                                                        |                                                        |

## Населені пункти
Комуні підпорядковано 5 міських поселень (tätort) та низка сільських, більші з яких:
- Ельмгульт (Älmhult)
- Дьє (Diö)
- Ліаторп (Liatorp)
- Енерида (Eneryda)
- Делари (Delary)
- Галларид (Hallaryd)

## Галерея

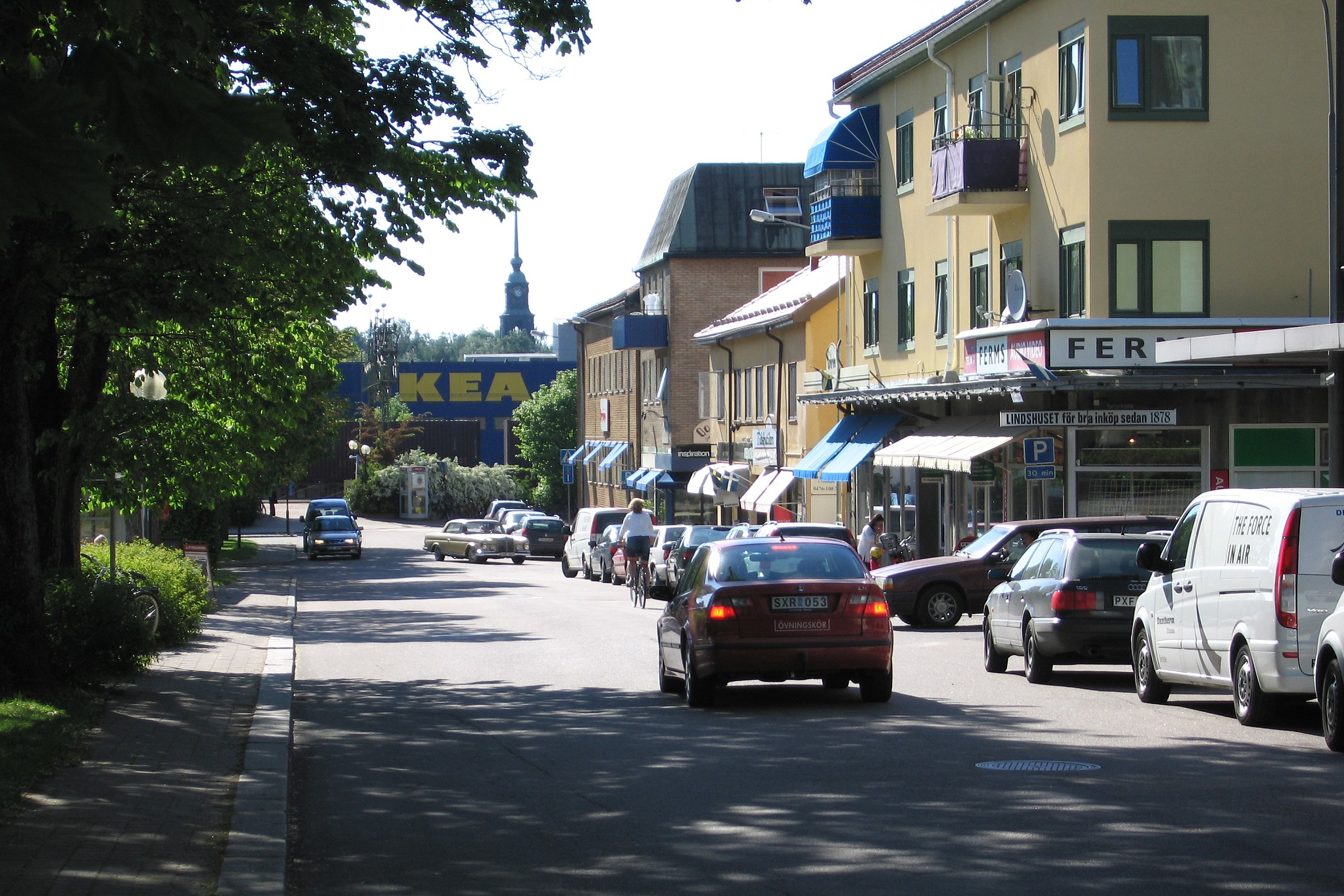
Ельмгульт
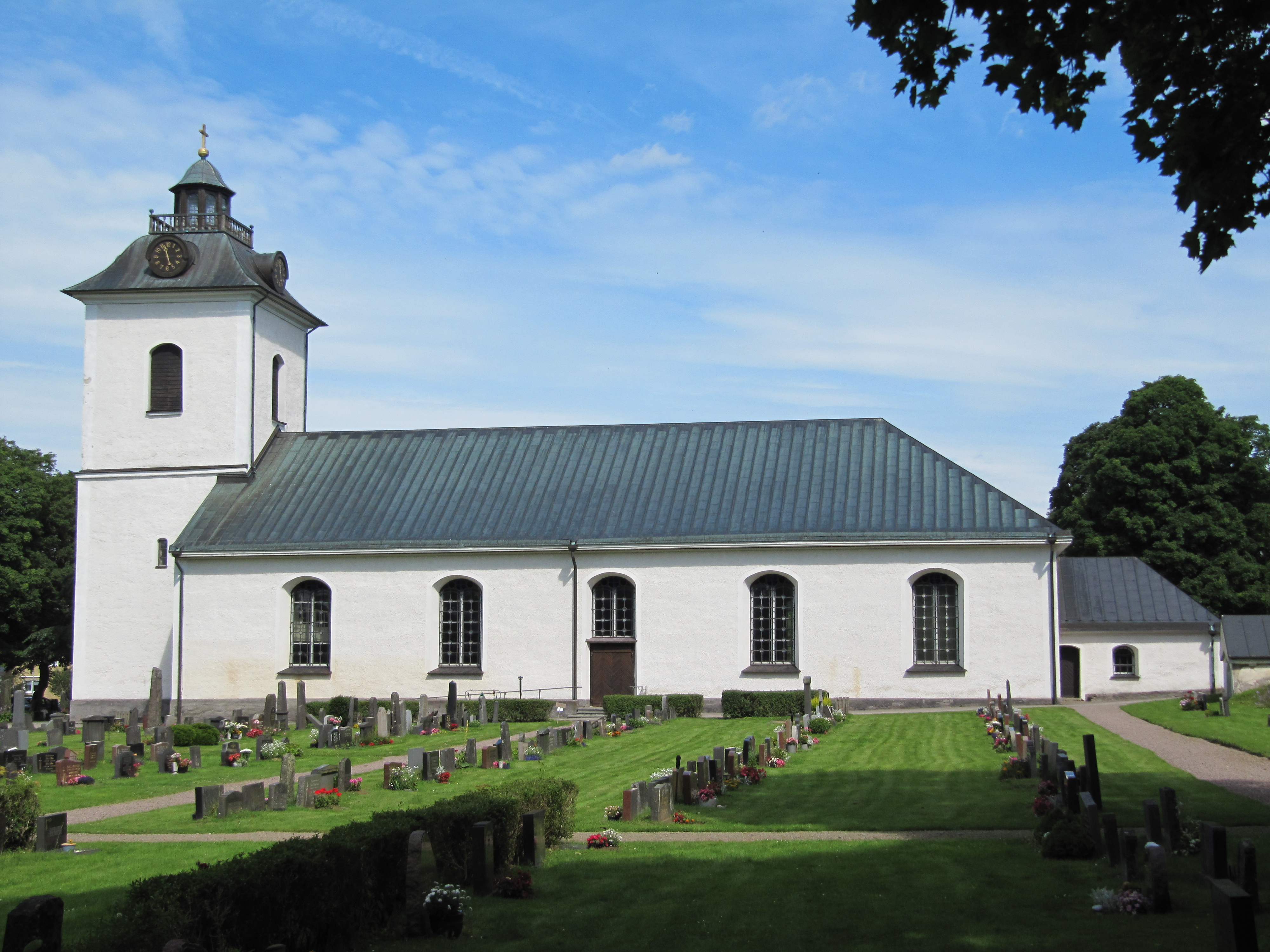
Церква (Вірестад)
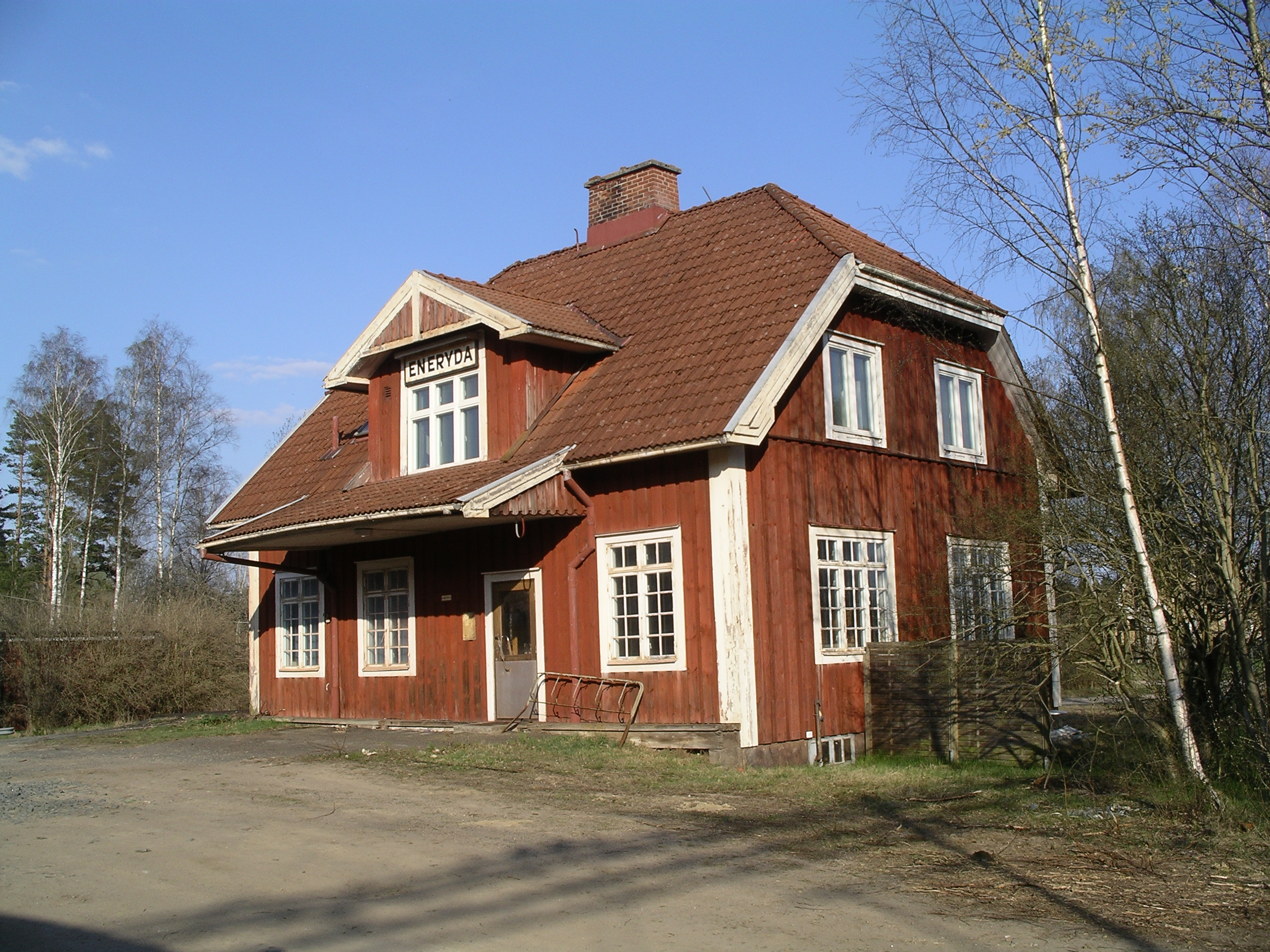
Залізнична станція Енерида
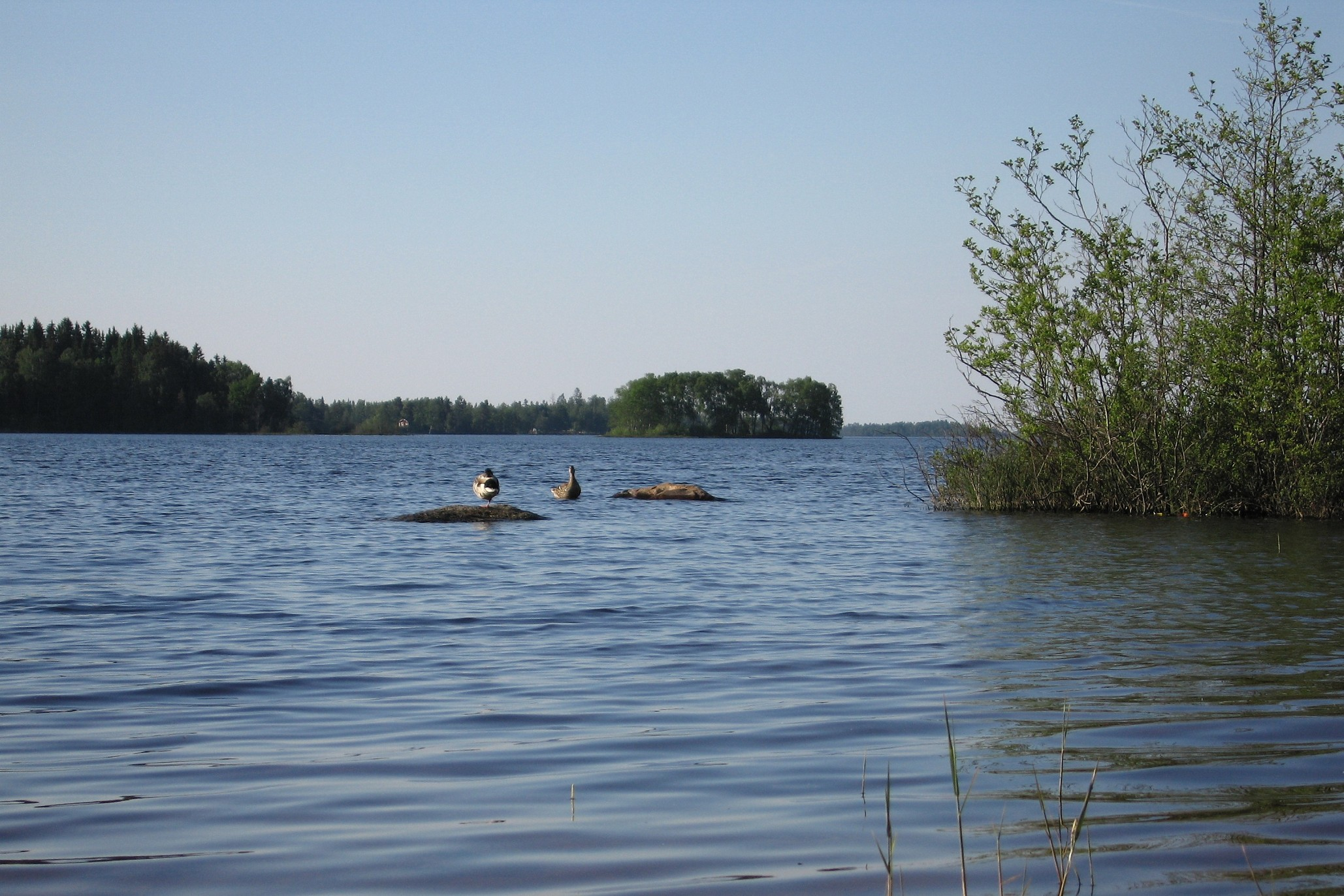
Озеро Мекельн